# Зелениці (Малопольське воєводство)
Зелениці (пол. Zielenice) — село в Польщі, у гміні Радземиці Прошовицького повіту Малопольського воєводства.
Населення — 288 осіб (2011).
У 1975-1998 роках село належало до Краківського воєводства.

## Демографія
Демографічна структура станом на 31 березня 2011 року:
|          | Загалом | Допрацездатний вік | Працездатний вік | Постпрацездатний вік |
| -------- | ------- | ------------------ | ---------------- | -------------------- |
| Чоловіки | 135     | 29                 | 90               | 16                   |
| Жінки    | 153     | 33                 | 87               | 33                   |
| Разом    | 288     | 62                 | 177              | 49                   |